# Kaša (Baranjska županija, Mađarska)
Kaša (mađ. Kiskassa, nje. Kascha) je selo u južnoj Mađarskoj.
Zauzima površinu od 13,33 km četvorna.

## Zemljopisni položaj
Nalazi se u Baranji, na 45° 57' 11" sjeverne zemljopisne širine i 18° 23' 52" istočne zemljopisne dužine.
Devčar je 500 m zapadno, Peterda je 2 km sjeverozapadno, Birjan je 3 km sjeverno-sjeverozapadno, Belvar je 2 km sjeveroistočno, Veliki Budmir je 3 km istočno-jugoistočno, Mali Budmir je 4,5 km jugoistočno, Ivanj je 4 km južno-jugoistočno, Palkonija je 4,5 km južno-jugozapadno, a Petra je 2 km zapadno-jugozapadno.

## Upravna organizacija
Upravno pripada Šikloškoj mikroregiji u Baranjskoj županiji. Poštanski broj je 7766.

## Povijest
Papinski izvori između 1332. i 1337. spominju naselje pod imenom Kacha. Područje ovog sela je u 11. stoljeću pripadalo pečuškom kaptolu.
Selo je opustjelo za vrijeme turske vlasti. 
Mađarski izvori spominju da su se u opustjelu Kašu doselili stanovnici iz Bosne, navodeći da su to bili Srbi (pri čemu valja naglasiti da je tradicionalna mađarska historiografija dio mađarskih Hrvata bilježila i kao "katoličke Srbe", "katoličke Race", dok u novijoj historiografiji te stanovnike bilježi kao Hrvate). Isti su izbjegli iz sela za vrijeme Rákóczijevog ustanka, bježeći od kuruca u područja iza Drave. U selo su se vratili 1712.
U 18. st. je bilo pripadalo obitelji Batthyány. 1740. su se u Kašu doselili Nijemci.

## Promet
Državna cestovna prometnica broj 57 prolazi 3,5 km sjeverno, a 5 km južno prolazi željeznička prometnica Pečuh – Mohač.

## Stanovništvo
Kaša ima 286 stanovnika (2001.). Mađari su većina, a u selu živi preko 8% Nijemaca koji u selu imaju manjinsku samoupravu te nekoliko Roma. Rimokatolika je preko 71%, kalvinista 14,8%, nekoliko grkokatolika te ostali.

## Vanjske poveznice
- Kaša na fallingrain.com